# گژگوش کالیچیاک
گژگوش کالیچیاک (لهستانی: Grzegorz Kaliciak؛ ‏ [ˈɡʐɛɡɔʂ]؛ ‏ زادهٔ ۱۲ مارس ۱۹۷۳) سرهنگ نیروهای مسلح لهستان است. او در حمله ۲۰۰۳ به عراق شرکت داشت و فرماندهٔ نیروهای لهستانی در دفاع از ساختمان شهرداری کربلا بود. کالیچیاک در جنگ در افغانستان هم شرکت داشت. او نویسنده کتاب «کربلا، گزارش دفاع از شهرداری» است که در سال ۲۰۱۵ منتشر شد. شخصیت «کالیتسکی» در فیلم سینمایی کربلا بر اساس او ساخته شده‌است.
وی برندهٔ جوایزی همچون صلیب شایستگی برای شجاعت، نشان شایستگی برای دفاع ملی، صلیب نظامی و نشان صلیب نظامی شده‌است.